# ロバート・G・グリーンラー
ロバート・G・グリーンラー (Robert G. Greenler) はアメリカの物理学者。研究の中心は表面の光学特性である。ロチェスター大学で学士を取得し、ジョンズ・ホプキンス大学でPh.D.を取得した。1962年から1992年までウィスコンシン大学ミルウォーキー校で物理を教えた。引退後は同大学の名誉教授となった。
1987年にアメリカ光学会の会長を務めた。1988年にロバート・Ａ・ミリカン賞を受賞した。
1973年に同僚のグレン・シュミークと始めた物理に関する人気講義 "The Science Bag" で有名である。"The Science Bag" とは、毎週金曜日の夜と日曜日に1回、ウィスコンシン大学ミルウォーキー校の物理棟で行われる親しみやすい講義である。在籍していた30年間で講義を受けた人は累計で14万人を超える。

## 受賞
- ウィスコンシン大学ミルウォーキー校アーネスト・スパイツ・プラザ賞
- アメリカ光学会エスター・ホフマン・ベラー賞
- エスター・ホフマン・ベラーベダル (1993年)
- 米国物理学教員協会ロバート・Ａ・ミリカン賞 (1988年)

米国科学振興協会フェロー

## 著書
- Rainbows, Halos, and Glories 1980.  (ISBN 0 521 23605 3)[2]
- Chasing the Rainbow: Recurrences in the Life of a Scientist 2000.   (ISBN 1 58619 051 2; hbk) (ISBN 1 58619 052 0; pbk)[3]
- Outside My Window: A Look at the Oakwood Village Nature Preserve (ISBN 978-1-304-75444-8)